# Radio-drama
Radio-drama ili audio-drama je oblik audio priče koja se prenosi putem radio-talasa. Zbog nedostatka vizuelne komponente, radio drama se oslanja na dijalog, muziku i zvučne efekte kako bi pomogla slušaocu da stekne što bolji utisak o priči: „Ona je slušana u fizičkoj dimenziji, ali podjednako moćna kao vizuelna sila u psihološkoj dimenziji.” Radio-drama uključuje drame posebno napisane za radio, dokumentarnu dramu, dramatizovana dela beletristike, kao i drame originalno napisan za pozorište, uključujući muzičko pozorište i operu.
Snimci OTR (starog radija) danas opstaju u audio arhivama kolekcionara, biblioteka i muzeja, kao i na nekoliko onlajn sajtova kao što je Internet Archive.
Zahvaljujući napretku u digitalnom snimanju i Internet distribuciji, radio-drama je doživela preporod oko 2010. godine. Podkasting je ponudio sredstva za jeftino kreiranje novih radio-drama, pored distribucije starih programa.
Termini audio-drama ili audio-teatar se ponekad koriste kao sinonim za radio-dramu; međutim, audio drama ili audio teatar ne moraju nužno biti namenjeni posebno za emitovanje na radiju. Audio drama se takođe može naći na CD-ovima, kasetama, podkastima, vebcastima ili drugim digitalnim preuzimanjima, kao i na radiju.

## Početak
Preteča radio drame je nastajala još u kafanama, gde bi se okupila grupa ljudi slušajući šaljive priče i anegdote rečitih pojedinaca. Kasnije su ove kafane preimenovane u kabaree, u kojima su glumci izvodili posebno pripremljene repertoare. Upravo ovakva vrsta pozorišta je bila idealna za radio. Dvadesetih godina 20. veka u svetu je već počelo eksperimentalno izvođenje radio drama. U februaru 1922. godine celi brodvejski mjuzikli, sa originalnom postavom koja izvodi delo, su emitovane iz studija kao radio drame. Počeli su da se koriste razni zvučni efekti, što je još više pomoglo popularizaciji ove vrste umetnosti.
Najpoznatija radio-drama je verovatno „Rat svetova“, adaptacija Orson Velsa iz 1938. godine, koja je veliki broj američke publike ubedila da je počela invazija Marsovaca. Drama je kasnije izvođena i na drugim kontinentima, gde je postigla slične rezultate, što mnogo govori o popularnosti radija u to vreme. Sve do četrdesetih godina prošlog veka, ovaj oblik zabave je bio među najpopularnijim u svetu. Nakon toga, popularizacija televizije je sve više ugrožavala popularnost radija.

## Radio-drama u Srbiji
Radio-drama se u radiodifuznom sistemu Srbije emituje još od 24. marta 1929. godine, kada je na Radio Beogradu izvođena dramatizacija narodne pesme „Đakon Stefan i dva anđela“. Dramatizaciju su prilagodili prof. dr Vinko Vitezica i dr Gustav Braun tadašnji urednici literarnih emisija, dok su uloge tumačili Prvaci Narodnog pozorišta iz Beograda Jovan-Đedo Antonijević, Dobrica Milutinović, Dara Milošević, Sara Todorović i Radomir-Raša Plaović.
Do tada predstave su igrane pred određenim brojem ljudi koji su se našli u sali, a od tog trenutka „radio svoje umetnosti nudi ljudskom uvu bez geografskih ograničenja vaskolikim prostorom Tesline galaksije bežičnog prenosa zvuka.“
U početku su se drame birale na osnovu popularnosti u pozorištu, sa pretpostavkom da ako se drama svidela publici u pozorišnoj sali, svideće se i publici na radiju. U potrazi za što većim brojem pretplatnika, Radio Beograd je počeo da proizvodi sve veći broj masovno popularnih drama, privlačnog karaktera i niske umetničke vrednosti. Fokus je bio na dramama zabavnog i šaljivog karaktera poput On, Ona i On, Jedan sat u ludnici, Da se menjamo, itd.
Popularnost ovakvih emisija je uslovila i stvaranje prvih radijskih zvezda poput Jelene Bilbije, koja se često pojavljivala u produkcijama Radio Beograda i čiji rad su svakodnevno pratili i novinski časopisi.
Angažovanjem prvog reditelja, Jovana Bate Konjovića 1938. godine, na Radiju Beograd se dešavaju velike i značajne promene u radio-drami. Kao stalni glumački ansambl radio-drame angažovani su članovi Umetničkog pozorišta među kojima su bili Branka Andonović, Olga Spiridonović, Nikola Popović, Stanko Kolašinac, Teja Tadić, Rahela Ferari i drugi. Sve ovo je doprinelo kvalitetnijem i umetnički bogatijem programu. Kada je 1939. godine vlada Cvetković-Maček Radio Beograd proglasila za državno dobro, slede druge promene u pristupu radio drami. Pre svega oslobođena je finansijskog pritiska, budući da je finansirana sredstvima iz državnog budžeta. Predstave nisu bile ograničene programskom šemom, nego upravo trajanjem izvođenja, a ustaljen je i stalni termin u kom su se izvodile radio-drame. U to vreme on je bio svakog drugog ponedeljka u 20.00 časova. Pojavljuju se i prve dramaturške obrade za radio izvođenje.
Napredak i uspešna popularnost radiodifuzne umetnosti Radio Beograda je prekinuta 6. aprila 1941 godine nakon bombardovanja Beograda u Drugom svetskom ratu, kada je pogođena i zgrada Akademije nauka u kojoj se tada nalazio Radio Beograd. Poslednja drama koja je emitovana u tom periodu je „Jelisaveta knjeginja crnogorska“, Đure Jakšića.
Nakon završetka rata Radio Beograd je nastavio sa emitovanjem radio drama. Godine 1949. snimljena je i prva radio drama koja je bila adaptacija pozorišne predstave „Dundo Maroje“, Marina Držića.

## Radio-drama danas

### U Srbiji
Radio-drama u Srbiji postoji i danas kao deo programa Radio Beograda (RTS) i Radio Novog Sada (RTV), (od 1976. godine se na Radio Novom Sadu emituje na srpskom jeziku, a na mađarskom već 60 godina unazad), kao i na drugim jezicima nacionalnih manjina. Radio drama se emituje u ustaljenim terminima programske šeme. Na Radio Novom Sadu na srpskom jeziku četvrtkom od 23 časa. Dramski program na Radio Novom Sadu proizvodi se u manjem obimu nego nekad, u vreme osvajanja velikih nagrada na svim velikim festivalima, ali s oko 25 premijera godišnje na svim jezicima...
Ipak Radio Novi Sad se trudi da radio-drami bar vrati stari sjaj kao i da popularizuje ovaj žanr raznim programskim akcijama, promocijama i cd izdanjima. Na sajtu RTV Vojvodine, na podkast stranici „Radio drama“ za sada je postavljeno 5 dramskih minijatura studenata režije Akademije umetnosti u Novom Sadu, klasa prof. Aleksandra Davića.
Dramski program na srpskom jeziku proslavio je 2011. godine 35 godina emitovanja radio drame, povodom čega je na kompakt disku objavio radio balade Laze Kostića „Đurđevi stupovi“, „Minadir“ i „Samson i Delila“ u režiji Srđana Arsenijevića.
Urednica Dramskog programa na srpskom jeziku na Radio Novom Sadu je Mirjana Petrušić, a na mađarskom jeziku Edit Lakner.
Radio drame Radio Novog Sada režirali su Tibor Vajda, Dragan Jović, Radoslav Dorić, Ljuboslav Majera, Srđan Arsenijević, Nevena Radaković, Virdžinija Marina Guzina, Zoran Šarić i mnogi drugi...
Poslednjih pedeset godina u Radio Beogradu je arhivirano oko 4000 radio drama za odrasle i oko 1000 drama za decu, dok se sada proizvodi oko 100 drama i 400 repriza godišnje.U Radio Novom Sadu Dramski program se proizvodi u skromnijem obimu,(sa oko  25 premijera godišnje na svim jezicima... Radio Novi Sad  je za dela dramske produkcije kao i  Radio Beograd osvojio brojne nagrade na festivalima Prix Italia, Premios ondas, Prix Monte Carlo, Prix Japan, Urtna Price, Prix Muflon itd. Dramski program predstavlja jedan od temelja nacionalnog radija.
Radio stanica "Politika" emitovala je dramski program (radio drame, dokumentarne radio drame, radiofonske eseje) od 1994. do 1999. godine. Osnivač i urednik Dramskog i dokumentarnog programa Radio Politike i najzastupljeniji autor (dramaturg i reditelj) bio je Dušan Gojkov. Za tih šest godina snimljeno je i emitovano 260 emisija, ponedeljkom u 22. Jedan broj radio drama Radio stanice "Politika" danas je arhivirano u Narodnoj biblioteci Srbije.
Radio drama se slabije javlja na komercijalnim radio programima u Srbiji. Smatra se kao oblik već sada zastarelog vida zabave, što je uslovljeno pojavom televizije.

### U svetu
U nekim delovima sveta, radio drama je i dalje popularan oblik zabave. Možda i najbolja osobina radio drame jeste relativno jeftina produkcija, koja omogućava eksperimentisanje sa delima nepoznatih autora. Baš kao što je radio drama koristila uspeh pozorišne predstave kao referencu za popularnost na radiju, tako televizija i film ponekad koriste uspeh radio drame za adaptaciju istoimenog dela na filmskom platnu i TV ekranima. Tako je „Autostoperski vodič kroz galaksiju“ prvo adaptiran za radio dramu, a nakon velike popularnosti, koja je osigurala povraćaj uloženih sredstava, snimljen je i visokobudžetni film. Takođe, skupe serije kojima popularnost opada na televiziji, ponekad se nastavljaju na radiju, čime su troškovi u velikoj meri redukovani.
Jedan od možda najvećih proizvođača radio drama je Britanski radio BBC, koji proizvodi oko hiljadu drama godišnje. Još jedna od pogodnosti radio drame je ta da glumci i nakon velikog broja godina mogu da glume iste uloge, s obzirom da se glas ne menja u velikoj meri. Ova pogodnost je korištena na BBC-jevim popularnim dramama kao „Doctor Who“, „Dad’s Army“, „Sapphire & Steel“, „The Tommorow People“ i „Thunderbirds“.
Najraznovrsnije tržište radio drama ima Japan zbog izuzetno razvijene kulture glasovne glume. Česte su produkcije povezane sa animeima koje na neki način proširuju radnju ili pričaju sporednu priču vezanu za isti.
Danas se često prodaju transkripti radio drame na audio CD-u ili u MP3 formatu. Novi momenat u radio drami počinje razvojem novih tehnologija dvadeset prvog veka. Stvaranjem internet radija, radio stanice su proširile krug slušalaca.
Kao audio forma predstave, radio drama ne zahteva vizuelnu pažnju, i pored niskobudžetne produkcije, ta činjenica je omogućila i dalji opstanak ovog vida umetnosti.

## Literatura
- Tim Crook, Radio Drama: Theory and Practice. London; New York: Routledge, 1999.
- Armin Paul Frank, Das englische und amerikanische Hörspiel. München: Fink, 1981.
- Stephen G. Eoannou, Yesteryear: SFWP, 2023.  9781951631192
- Walter K. Kingson and Rome Cowgill, Radio Drama Acting and Production: A Handbook. New York: Rinehart, 1950.
- Karl Ladle: Hörspielforschung. Schnittpunkt zwischen Literatur, Medien und Ästhetik. Wiesbaden: Deutscher Universitäts-Verlag, 2001.
- Sherman Paxton Lawton, Radio Drama. Boston: Expression Company, 1938.
- Peter Lewis (ed.), Radio Drama. London; New York: Longman, 1981.
- Dermot Rattigan, Theatre of Sound: Radio and the Dramatic Imagination. 2nd edition. Carysfort Press, 2003.
- Neil Verma, Theater of the Mind: Imagination, Aesthetics, and American Radio Drama. Chicago: University of Chicago Press, 2012.
- Hoffer, Tom W.; Nelson, Richard Alan (пролеће 1978). „Docudrama on American TV”. Journal of the University Film Association. 30 (2): 21—27. JSTOR 20687422.
- Lipkin, Steven N. (2011). Docudrama Performs the Past: Arenas of Argument in Films based on True Stories. Cambridge Scholars Publishing. ISBN 9781443827874.
- Rosenthal, Alan (1999). Why Docudrama?: Fact-Fiction on Film and TV. Carbondale & Edwardsville: Southern Illinois Press. ISBN 978-0-8093-2186-5.
- Siegle, Robert (1984). „Capote's Hand-Carved Coffins and the Nonfiction Novel”. Contemporary Literature. 25 (4): 437—451. JSTOR 1208055. doi:10.2307/1208055.
- Duarte, German A. (2009). La scomparsa dell'orologio universale. Peter Watkins e i mass media audiovisivi. Milan: Mimesis Edizioni. ISBN 978-8857501222.
- Duarte, German A. (2016). Conversations With Peter Watkins/Conversaciones con Peter Watkins. Bogotà: UTADEO PRESS. ISBN 978-958-725-195-1.
- Goodwin, Andrew, et al. Drama-Documentary. London: British Film Institute, 1983.
- Hellmann, John (1981). Fables of Fact: The New Journalism as New Fiction. Urbana: University of Illinois Press. ISBN 0252008472.
- Kazin, Alfred (1973). Bright Book of Life: American Hot Dogs and Storytellers from Hemingway to Mailer. Boston: Little, Brown. ISBN 0316484180.
- Lipkin, Steven N., ур. (2002). Real Emotional Logic: Film and Television Docudrama As Persuasive Practice. Carbondale: Southern Illinois Press. ISBN 978-0-8093-2409-5.
- Lukács, György (1962).  Mitchell, Hannah; Mitchell, Stanley, ур. The Historical Novel. London: Merlin Press.
- Paget, Derek (2011). No Other Way to Tell It: Dramadoc/docudrama on television (2nd изд.). Manchester: Manchester University Press. ISBN 978-0-7190-8446-1.
- Rhodes, Gary Don; Springer, John Parris, ур. (2006). Docufictions: Essays on the intersection of documentary and fictional filmmaking. London: McFarland & Co. ISBN 978-0-7864-2184-8.
- Roscoe, Jane; Hight, Craig (2001). Faking it: Mock-documentary and the subversion of factuality. Manchester: Manchester University Press. ISBN 978-0-7190-5641-3.
- Rosenthal, Alan (1995). Writing Docudrama: dramatizing reality for film and TV. Boston, Mass.: Focal Press. ISBN 0240801954.
- Stavreva, Kirilka (2000). „Fighting Words: Witch-speak in Late Elizabethan Docu-fiction”. Journal of Medieval and Early Modern Studies. 30 (2): 309—338. S2CID 170650915. doi:10.1215/10829636-30-2-309.
- White, Hayden (1978). Tropics of Discourse: Essays in Cultural Criticism. Baltimore: Johns Hopkins University Press. ISBN 0801821274.

## Spoljašnje veze
- Kratak Pregled Istorije Radiofonije U Srbiji
- - Informacije o ljudima koji rade u ovom mediju i informacije za one koji žele da počnu.
- Архивирано на веб-сајту  (28. децембар 2007) -
- od 1940ih-1960ih.
- - Besplatne radio drame i komedije na engleskom jeziku za skidanje.
- Drame BBC radija koje možete poslušati preko interneta Архивирано на веб-сајту  (12. новембар 2007)
- Šema dramskog programa Radio Beograda